# Johann Rall
Johann Gottlieb Rall (Assia, 1726 – Trenton, 27 dicembre 1776) è stato un militare tedesco.
È conosciuto soprattutto per essere stato il comandante delle truppe assiane a Trenton, nel New Jersey, nel corso della Battaglia di Trenton durante la Guerra d'indipendenza americana.

## Biografia

### Inizi della carriera
Rall nacque nel 1726 circa ed era probabilmente uno dei tanti figli di soldati dell'epoca. Egli era infatti figlio del capitano Joachim Rall di Stralsund, che aveva prestato servizio nel reggimento del maggiore generale Donop. La prima menzione di Johann Rall avviene il 1º marzo 1740 quando egli viene introdotto come cadetto nel reggimento all'epoca comandato dal colonnello principe Casimir von Isenburg-Birstein.
Promosso ufficiale di servizio il 25 luglio 1741, divenne secondo luogotenente il 28 agosto 1745 sino a raggiungere il grado di capitano il 10 maggio 1753. Rall venne promosso al rango di maggiore il 7 maggio 1760 sotto il comando del maggiore generale Bischhausen e trasferito, nel gennaio del 1763, nella caserma del reggimento di Stein, ove venne nominato tenente colonnello. Il 22 aprile 1771 egli venne trasferito al reggimento di fanteria Mansbach come colonnello, divenendone comandante nel gennaio del 1772.
Durante questo periodo, Rall combatté nella Guerra di successione austriaca e prese parte alle campagne in Baviera, nei Paesi Bassi e prestò servizio in Scozia durante la Ribellione giacobita. Egli combatté nella Guerra dei Sette anni (nella cosiddetta Guerra franco-indiana) e venne coinvolto in diverse battaglie. Dal settembre 1771 all'agosto 1772 fu in Russia a combattere per Caterina la Grande sotto la guida del conte Orlov nella Quarta guerra russo-turca.

### La guerra d'indipendenza americana
Dal 1776, Rall entrò a far parte di un reggimento di fanteria compreso nella 1ª divisione al comando del generale Phillip Leopold von Heister comandando circa 1.200 uomini che combatterono per il Regno di Gran Bretagna nella Guerra d'indipendenza americana. Presente alla Battaglia di Brooklyn, a quella delle White Plains, a quella di Long Island, rivestì un ruolo importante nella Battaglia di Trenton.
Nella notte tra il 25 ed il 26 dicembre 1776 il generale George Washington attraversò il fiume Delaware con le sue truppe diretto verso Trenton, nel New Jersey. Il reggimento assiano, al soldo degli inglesi, si era accampato nei pressi di Trenton e venne attaccato e completamente sconfitto dall'esercito degli indipendentisti americani. Gli assiani avevano infatti abbassato la guardia per celebrare il Natale e lo stesso Rall venne tradito da John Honeyman, una spia di Washington che si era finta un lealista. Secondo il racconto, Rall era impegnato a giocare a carte o a scacchi la notte prima dell'attacco nella casa del mercante locale Abraham Hunt quando gli giunse la notizia che i lealisti avevano attaccato le sue forze accampate. Dopo aver ricevuto il messaggio, senza nemmeno leggerlo, si precipitò a guidare i superstiti verso la salvezza.
Mentre guidava le sue truppe in ritirata dalla Battaglia di Trenton, Rall venne colpito da una palla di moschetto. Egli morì più tardi quella stessa notte per le ferite riportate.
"Secondo la tradizione locale, il coraggioso capo delle truppe assiane, riposa oggi in una tomba senza nome nella Prima Chiesa Presbiteriana di Trenton presso East State Street", con un'iscrizione che rimanderebbe alla sua memoria.